# ویلیام ویلسون
ویلیام ویلسون (انگلیسی: William Wilson (English academic)؛ ۱۸۷۵ – ۱۹۶۵) یک دانشمند در زمینه فیزیک نظری اهل بریتانیا بود. 